# Ville de Paris (1851)
Pour les autres navires du même nom, voir Ville de Paris et Marengo (navire).
Le Ville de Paris est un navire de guerre français en service de 1850 à 1882. C'est un vaisseau de ligne de 120 canons de la classe Commerce de Marseille. Lors de sa construction et au fil des changements de régime, il connait plusieurs noms : Comte d'Artois, Ville de Vienne, Marengo avant d'être lancé avec son nom définitif, Ville de Paris. Il participe à la guerre de Crimée et au siège de Sébastopol en 1854. 

## Conception et construction
Le navire est mis en construction sur les chantiers navals de Rochefort en 1807 sous le nom Marengo, en l'honneur de la célèbre bataille remportée par Napoléon sept ans auparavant. Il est renommé Ville de Vienne alors qu'il est encore en construction, puis Comte d'Artois sous la Restauration. Il reprend brièvement le nom Ville de Vienne pendant les Cent-Jours puis de nouveau Comte d'Artois. Enfin, à l'issue des Trois Glorieuses, le navire est rebaptisé Ville de Paris le 9 octobre 1830. Il faut attendre le 5 octobre 1850 pour assister à sa première mise à l'eau.

## Carrière
En 1851, le Ville de Paris met le cap sur Toulon où il sert de vaisseau amiral de l'escadre, sous le commandement du capitaine Charles Pénaud.

### Guerre de Crimée
Le 23 mars 1853, le Ville de Paris quitte Toulon pour la Grèce, à la tête du premier escadron du vice-amiral Frédéric Regnault de La Susse. Il arrive à Athènes en mars 1853, où La Susse est relevé, et rejoint l'escadre britannique de l'amiral Dundas à Malte. En juin 1853, la flotte alliée arrive dans la baie de Beşik, au large de l'Anatolie. Le 15 juillet 1853, l'amiral Ferdinand Hamelin prend le commandement de l'escadre française. Le 22 septembre 1853, la flotte part pour les Dardanelles. Lors des opérations dans la mer de Marmara, il est remorqué par d'autres bateaux à vapeur.
En 1854, l'escadron bloque la mer Noire et protège les lignes de ravitaillement alliées. Le Ville de Paris arrive à Odessa le 6 janvier 1854, prend en charge des prisonniers russes capturés par d'autres unités françaises et dirige le bombardement de la ville le 22 mars 1854. Fin juillet 1854, une épidémie de choléra éclate dans la flotte. Le 11 août 1854, la flotte est mis en quarantaine. À la fin du mois, le Ville de Paris comptait 140 morts. Le 2 septembre 1854, le commandant de l'expéditon Saint Arnaud, le général Canrobert et leur état-major montent à bord pour diriger le débarquement de 60 000 hommes à Eupatoria qui débute le 14 septembre 1854 à 8h30, et s'achève 16 septembre.
Le 17 octobre 1854, le Ville de Paris lance le bombardement de Sébastopol en signalant «La France vous regarde». Sa dunette est frappée par un obus, tuant deux hommes et en blessant six autres. À 19 heures, le Ville de Paris avait reçu 50 coups dans sa coque et cent dans son gréement. Le 14 novembre 1854, le Ville de Paris perd son gouvernail lors d'une tempête et doit regagner le Bosphore remorqué par un bateau à vapeur. Il est réparé à Constantinople, retournant en mer le 21 décembre 1854 et revenant à Toulon le 28 mars 1855.

### Reconversion
À partir de juillet 1857, le Ville de Paris est transformée en bateau à vapeur, gagnant 5,47 mètres (17,9 pieds) dans l'opération. Il est remis en service en août 1858. En 1870, il est converti en navire transport de troupes. Le Ville de Paris est vendue à la casse le 2 mars 1898.